# Terrinches (kommunhuvudort)
Terrinches är en kommunhuvudort i Spanien.   Den ligger i provinsen Provincia de Ciudad Real och regionen Kastilien-La Mancha, i den centrala delen av landet, 210 km söder om huvudstaden Madrid. Terrinches ligger 949 meter över havet och antalet invånare är 1 031.
Terrängen runt Terrinches är platt västerut, men österut är den kuperad. Runt Terrinches är det glesbefolkat, med 8 invånare per kvadratkilometer. Närmaste större samhälle är Villanueva de la Fuente, 15,7 km nordost om Terrinches. Omgivningarna runt Terrinches är i huvudsak ett öppet busklandskap.